# یوهانس کناب
یوهانس کناب (انگلیسی: Johannes Knab؛ زادهٔ ۱۴ سپتامبر ۱۹۴۶) دوچرخه‌سوار اهل آلمان غربی است. وی در بازی‌های المپیک تابستانی ۱۹۷۲ شرکت کرده است.